# Francisco de Portugal
Francisco de Portugal (Lisboa, c. 1550 — no mar frente a Vila Franca do Campo, 26 de Julho de 1582), 3.º conde de Vimioso. Foi um dos apoiantes de D. António I de Portugal na sua luta pelo trono de Portugal. Foi morto na Batalha Naval de Vila Franca durante a qual era condestável das forças do partido antonino.
Participou, com seu pai D. Afonso e seus irmãos D. Luís e D. Manuel de Portugal, na batalha de Alcácer-Quibir. D. Francisco ficou prisioneiro, sendo posteriormente resgatado.